# مسجد علي بن مروان
مسجد ابن مروان هو مسجد في غزة وسط مقبرة في حي التفاح، وهي معزولة نسبياً عن بقية المدينة، عند الطرف الشمالي الشرقي لموضع مدينة غزة على شارع صلاح الدين، ويحتل مساحة تقدر بنحو 320 متر مربع, يحد المسجد من الجهة الشرقية شارع صلاح الدين, ومن من الجهة الجنوبية والغربية مقبرة حيث تقع الغرفة التي تحوي قبر الشيخ (علي بن مروان). موجودة داخل قبر رجل مقدس يدعى علي بن مروان الذي ينتمي إلى عائلة الحسناني، جاءت عائلة الحسناني من المغرب واستقرت في غزة، حيث توفي ابن مروان عام 1314م، كما سميت المقبرة باسم ابن مروان.

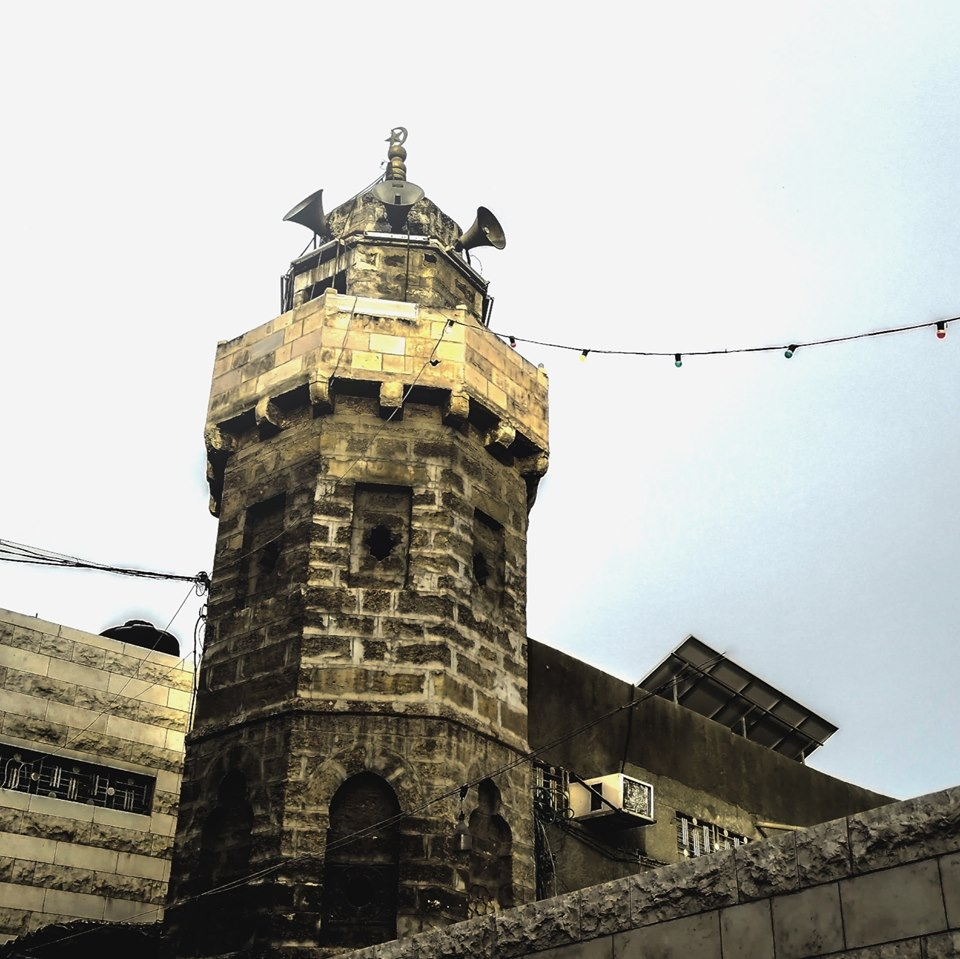
مئذنة مسجد علي بن مروان

تم بناء المسجد نفسه في عام 1324م، يحتوي مسجد ابن مروان على خطابة ويعتقد أن أحجار المقابر في المقبرة المجاورة تحتوي على نقوش تاريخية.

## تاريخ البناء
يعود تاريخ بناء المسجد إلى ما قبل وفاة الإمام علي بن مروان كما يتبين من الكتابة الموجودة على بلاطة بُنيت أعلى واجهة المنبر جاء عليها في سطرين على هيئة شعر:
«منبرٌ من أمـيـر المحمد الشريف في مقامٍ معظمٍ للهِ وعـلـيـه للهِ حـمـدٌ وذكـرٌ وصـلاةٌ وتوجهٌ لله ِ وهـو إنشاء حاجب وأمير صاحبِ الجودِ والوفاءِ والجاهِفـهـو سُمِّيَ سَـفَـرْ دامَ عـزاً يـدُ الكل دُم في الأفواه»
وتذكر كتب التاريخ أن الأمير «سفر الحاجب» كان موجوداً بمدينة غزة سنة 697هـ فإن لم تكن هذه البلاطة منقولة فهذا يعني أن الأمير قام ببناء المنبر في المسجد الذي من المفروض أن يكون قائماً قبل هذا التاريخ أيضاً ثمَّ أقام في الشيخ علي بن مروان ودفن فيه في سنة 715هـ
يقال ان منشئه هو الشيخ علي بن مروان الذي قدم من المغرب وعاش بمدينة غزة وتوفى بها سنة 1215 م كما جاء على ضريحه الموجود داخل غرفة كبيرة عليها قبة مرتفعة موجودة خلف الجامع وللغرب منه نقش على شاهد قبره ما يلي: «هذا قبر الشيخ علي... قدس الله روحه ونور ضريحه توفي يوم الإثنين السابع من شهر ذي القعدة سنة خمس عشر وسبعمائة»
ولكن يبدو أن الجامع قد تم بناؤه قبل هذا التاريخ كما جاء ذلك على بلاطة بنيت أعلى واجهة مدخل المنبر جاء عليها في سطرين نظمت علي هيئة شعر كالتالي:
وهو إنشاء حاجب وأمير.. صاحب الجود والوفاء
والجاه فهو سمي سفر دام عزا.. يد الكل دم في الافواه
وبما هو معروف ان الأمير سفر الحاجب كان موجودا بمدينة غزة سنة 697 هـ، فان لم تكن هذه البلاطة منقولة فهذا يعني ان الأمير قام ببناء المنبر الجامع الذي من المفروض ان يكون قائما قبل هذا التاريخ أيضاً، ثم اقام فيه بعد ذلك الشيخ علي بن مروان ودفن به سنة 715 هـ.

## الوصف
ينخفض المسجد ثلاثة امتار عن الشارع, يتكون من ستة اعمدة رخامية عليها نقوش بارزة, ويتكون من مئذنة, وسقفه مغطى بتسع قباب كروية، ومنبر رخامي عليه زخارف.
تدخل المسجد الذي يتربع على مساحة 320 متراً مربعاً، عبر الباب الشرقي المطل على شارع صلاح الدين، وتأخذك خطوات قليلة إلى الجزء المبني حديثاً الذي يأخذك درج يقع يمينه إلى الجزء المبني قديماً من المسجد.
ويقع الجزء القديم من المبنى إلى الشمال من الجزء الحديث، حيث تنزل إلى المبنى القديم من خلال قرابة 12 درجة، علماً بأن جميع تلك الدرجات أضيفت حديثاً لأن المسجد كان سابقاً بنفس منسوب الشارع.
وتلاحظ بمجرد دخولك الجزء القديم من المسجد أن ذلك المدخل هو الرئيسي للمسجد، بالإضافة إلى مدخل آخر في الجهة الغربية منه يفتح على المقبرة التي تحد المسجد من الناحية الغربية والجنوبية، إلا أنه تم إغلاق ذلك المدخل حديثاً.
كتب فوق باب المئذنة ما يلي " بسم الله الرحمن الرحيم جدد عمارة هذه المئذنة المباركة وإيوان القاعة والمنبر والمحراب الشريف في
جامع ابن مروان رضي الله عنه الفقير إلى الله تعالى محمد ابن عبد الله سنة 725 هـ " وهذا يعني أن المسجد تم إعادة بناؤه وترميمه أول مرة في سنة 725 هـ الموافق ميلادياً سنة 1324 م / 1325 م، وكان هذا بعد وفاة الإمام علي بن مروان بعشر سنوات تقريباً.
عند دخول المسجد من الباب القديم الغربي «من جهة المقبرة» وهو غير مستخدم حالياً نقرأ فوق الباب أبياتاً من الشعر منقوشة على حجر رخامي مستطيل الشكل:
«لولا المحبةُ في القلوبِ وأنهارُ حبٍ لضاقَ الكونُ بالأكوانِ هي سرُ عرفانِ الإله وحبهِ هي منةٌ في جنةِ الرحمنِ بجودٍ وحلمٍ سادَ يحيى على الملا أميرَ غزةَ هاشمَ الجزرانِ بَنى بناءً خالصاً في صنعه جَـزاهُ خيراً خالقُ الإنسانِ يحيى حيّاه الله كلَّ فضيلةٍ ببناءِ مسجدِ علي بن مروانِ خصهُ بالهاشميِ محمدٍ والخليلِ مبردِ النيرانِ صلى الإلهُ عليهِ بعدَ نبيِّنا والآلِ والأصحابِ والأقرانِ ما دام خيرُ العالمينَ يرجو رحمةً مِن مُنزِلِ الزابورِ والفرقان ِحُرِرَ فِي عشرة من شعبان المبارك سنة 1217 هـ»
وكان هـذا الترميم بعد حملة نابليون بونابرت، بعد 500 عام تقريباً من بناء المسجد،
وكما يظهر من الأبيات أنه تمَّ في عهدِ حاكم غزة «يحيى» وذلك بعد تعرض المسجد لبعض قنابل الفِرنسيين....

## علي بن مروان
هو علي بن مروان بن عامر الإشبيلي المغربي الحسني، ينتسب إلى الحسن بن علي، هو أحد الأئمة الذين أتوا إلى غزة في بداية عهد المماليك، وهو من المغرب وأجداده من إشبيلية من الأندلس. في السابع عشر من ذي القعدة حزن أهل غزة على وفاة الشيخ، علي فقد كان له مكانة في قلوبهم فقاموا بدفنه بجوار المسجد وكان ذلك في سنة 715 هجرية الموافق 1316 ميلادي. في 12/فبراير. نُقش على شاهد قبر علي بن مروان ما يلي: «هذا قبر الشيخ علي.. قدس الله روحه ونور ضريحه.. توفي يوم الاثنين السابع من شهر ذي القعدة سنة خمس عشر وسبعمائة». بُنيت غرفة لحماية القبر من الأضرار وكما كانت العادة في ذلك العهد ببناء مقام أو مزار أو غرفة صغيرة فوق قبور الصالحين والأئمة، غرفة بداخلها قبر الإمام علي بن مروان رحمه الله، وامتدت خلف المسجد وإلى جنوبه مقبرة كبيرة دُفن فيها الكثير من الصالحين والشهداء رحمهم الله جميعا.[بحاجة لمصدر]